# Megachile vitraci
Megachile vitraci là một loài Hymenoptera trong họ Megachilidae. Loài này được Pérez mô tả khoa học năm 1884.